# 배인혁
배인혁(1981년 6월 9일 ~ )은 대한민국의 가수이자 음악 그룹 로맨틱펀치의 멤버이다.

## 학력
- 신일고등학교 졸업

## 음반

### 옴니버스
- 2017년 4월 9일 《복면가왕 106회》 (양천구 목동 양치기 소년)

## 가수 외 활동

### 예능
- 2015년 ~ 현재 MBC 《미스터리 음악쇼 복면가왕》 - 양천구 목동 양치기 소년 (2017년 4월 2일 ~ 4월 9일 방송분 출연.
- 2021 ~ 2022 JTBC 《싱어게인2》 -  63호
- 2023년 TV조선 《형제라면》